# Лучито (город)
Лучито (итал. Lucito) —  коммуна в Италии, располагается в регионе Молизе, в провинции Кампобассо.
Население составляет 960 человек (2008 г.), плотность населения составляет 31 чел./км². Занимает площадь 31 км². Почтовый индекс — 86030. Телефонный код — 0874.
Покровителем коммуны почитается святитель Николай Мирликийский, чудотворец, празднование 12 мая.

## Демография
Динамика населения:

## Администрация коммуны
- Официальный сайт: